# Festuca cyrnea
Festuca cyrnea är en gräsart som först beskrevs av St.-yves och René Verriet de Litardière, och fick sitt nu gällande namn av Signorini, Foggi och E.Nardi. Festuca cyrnea ingår i släktet svinglar, och familjen gräs. Inga underarter finns listade i Catalogue of Life.